# Clairegoutte
Clairegoutte település Franciaországban, Haute-Saône megyében. Lakosainak száma 348 fő (2022. január 1.). Clairegoutte Magny-Danigon, Frédéric-Fontaine, Andornay, Belverne, Champagney, Étobon, Lomont és Magny-Jobert községekkel határos.

## Népesség
A település népességének változása:
| Lakosok száma | 394  | 386  | 379  | 370  | 361  | 352  | 349  | 348  |
|               | 2013 | 2015 | 2017 | 2018 | 2019 | 2020 | 2021 | 2022 |